# Linia kolejowa Şenyurt – Mardin
Linia kolejowa Şenyurt – Mardin – odgałęzienie kolei bagdadzkiej, mające obsługiwać transport do i ze starożytnego miasta Mardin w tureckiej prowincji Mardin. Linia ma długość 24,3 km. Rozpoczyna się w Şenyurt, gdzie odłącza się od linii z Karkamış do Nusaybin. Kończy się stacją Mardin, która jednak znajduje się kilka kilometrów na południe od miasta, we wsi İstasyon (tur. stacja). Powodem tego był zbyt wysoki koszt poprowadzenia linii do samego Mardin, ze względu na gwałtowny wzrost wysokości terenu.
Jedyną pośrednią stacją na linii jest Sekidüzü przy mieście Gökçe.